# Beutelgang

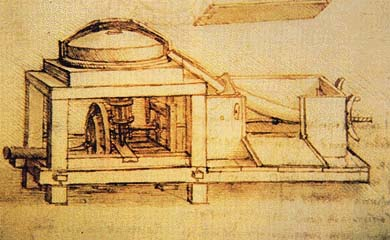
Die erste Abbildung eines Beutelgangs (rechts) skizzierte Leonardo da Vinci um 1498. Er schließt an den Mahlgang mit Unterantrieb an (links).

Der Beutelgang oder das Beutelwerk ist eine Sichtmaschine. Sie trennt in einer handwerklichen Getreidemühle mittels eines Siebs den zermahlenen Mehlkörper von der Kleie.
Das Sichten und Sieben stehen eigentlich für unterschiedliche Verfahren. In der Getreidemüllerei lässt sich beides technologisch und historisch nicht scharf abgrenzen. Daher verwendet die Mühlenkunde die zwei Begriffe synonym.

## Geschichte

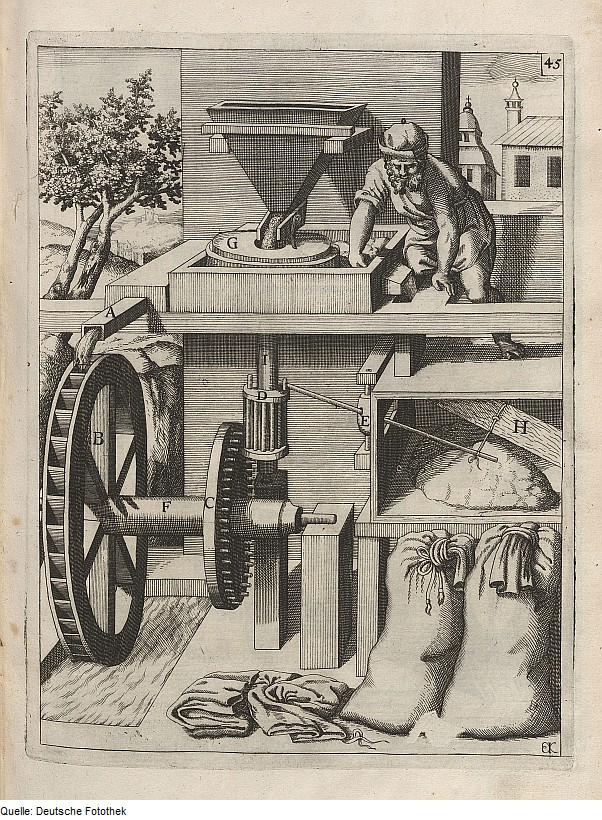
Das aus dem Rüttelbeutel (H) geschlagene Mehl fällt in den Mehlkasten, Georg Andreas Böckler: Theatrum Machinarum Novum, Nürnberg 1661, Wassermühle

Nach 800 verbreitete sich der Rüttelbeutel. Der Beutelgang mechanisierte ihn, nutzte dieselbe Antriebsenergie wie der Mahlgang – die Wind-, Wasser- oder tierische Muskelkraft, verlegte den Arbeitsschritt in die Getreidemühle. Seine Erfindung erfolgte wohl im 15. Jahrhundert. Leonardo da Vinci hielt ihn in seinem von 1493 bis 1502 verwendeten Skizzenbuch fest. Die ersten nachweislichen Verwendungen stammten aus Städten im Heiligen Römischen Reich: „Im Jahre 1502 Mittwoch für Joh. Baptistae ist das Räderwerk der Beutel in Mühlen allhier zu Zwickau erstlich aufgekommen und gebraucht worden.“ 1533 lehrte ein Meister aus Memmingen den Appenzellern das schöne weiße Beutelmehl zu bereiten. Das 16. Jahrhundert sah eine langsame Verbreitung der Technik.
Die junge Technikwissenschaft befasste sich ab dem letzten Viertel des 16. Jahrhunderts regelmäßig mit dem Beutelgang. Augustin di Ramelli veröffentlichte in Schatzkammer mechanischer Künste (Paris 1588 und Leipzig 1620) eine kurze Erläuterung einer Mühle mit Beutelgang. Die dazugehörige Zeichnung gab Letzteren undeutlich wieder. Fausto Veranzio beschrieb und zeichnete in Machinae novae (Florenz / Venedig 1615/1616) einen vollständigen Beutelgang. Er verwies darauf, dass der von ihm genannte Typ, der in Deutschland übliche war. Jacobus de Strada fertigte um 1580 zahlreiche Zeichnungen von Wasseranlagen an, darunter einer Wassermühle mit oberschlächtigem Wasserrad, Mahl- und Beutelgang. Sein Enkel publizierte sie in Machine (Frankfurt am Main 1617). Die 2. Auflage unter dem Titel Künstlerischer Abriss allerhandt Wasserkünste (Frankfurt am Main 1629) enthielt eine ausführlichere Erläuterung. Die Zeichnung de Stradas erlangte durch das Abkupfern von Georg Andreas Böckler in Theatrum machinarum novum, das ist neuvermehrter Schauplatz der mechanischen Künste (Nürnberg / Frankfurt am Main 1661) eine größere Bekanntheit.
Verallgemeinernde Aussagen, wie der Beutelgang „…wurde im 17. Jahrhundert allgemein gebräuchlich“, hielten einer genauere Betrachtung nicht stand. Die Ursache lag bei zwei entscheidenden Nachteilen des Beuteln. 1) Durch das mehrfache Aufschütten und Sichten verringerte sich die Verarbeitungsmenge einer Getreidemühle. Freiberg erlebte 1580 eine große Dürre und einen entsprechenden Wassermangel. Nach dem Entfernen der Rüttelbeutel aus den Wassermühlen vermahlten sie täglich doppelt so viel Getreide. 2) Das Abtrennen der Kleie verringert die Menge des zu Brot verbackbaren Endprodukts. Die o. g., weiter westlich gelegene kursächsische Stadt zwang 1641 die Not des Dreißigjährigen Kriegs zur Abschaffung der Beutelgänge. In diesem Zusammenhang wurde erwähnt, dass die Technik vielerorts nicht zum Einsatz kam.
Der Stadtrat von Göttingen beschloss 1735 seine Große Mühle zu modernisieren, um einen Beutelgang zu erweitern. Bereits nach weniger als zwei Jahren funktionierte die Anlage nicht mehr. Müller Sievert konnte mit ihr nicht umgehen und hatte mangels geringer Nachfrage kein Interesse am Fortbestand. Sein Nachfolger Ohms sagte 1750 aus „Es hätte niemand darauf mahlen wollen, weil darauf ein merkliches verloren ginge, und nicht so viel Mehl heraus zu bringen stehe als auf den gewöhnlichen Mühlen.“ In mehreren preußischen Landesteilen fand 1797 eine Befragung zur Verbesserung des Mühlenwesens statt. Bei der Kriegs- und Domänenkammer in Minden ging aus der Grafschaft Mark folgende Antwort ein: „In den Mühlen wird nicht gebeutelt, und ist so viel hier bekannt, in hiesigen Gegenden keine einzige Mühle dazu eingerichtet. Das Beuteln geschieht also mittelst einer Hand-Beutel-Mühle durch die Consumenten.“ Die gleiche Situation traf sicher für andere Landesteile, vor allem ländliche Regionen ebenfalls zu. Der Lauf der Zeit brachte mehrere Weiterentwicklungen (leistungsfähigeres Beutelzeug; Länge des Mehlkastens; Rollbeutel; Neigung, Länge und Gewebe des Rüttelbeutels; gesteigerte Rüttelbewegung).
Effektivere Sichtmaschinen, zuerst der 1785 vom englischen Ingenieur John Smeaton erdachte Sichtzylinder verdrängten den Beutelgang. Um 1900 enthielten ihn noch wenige, kleine Mühlen. Obgleich wurde weiterhin an seiner Optimierung getüftelt. Im Jahr 1957 sprach das Eidgenössische Amt für geistiges Eigentum dem Österreicher Franz Zins das Patent Nr. 317434 auf eine „Mühle für Kleinbetriebe mit neuer und besserer Beutelvorrichtung“ zu. Laut Erfinder erbrachte eine zusätzliche Abstützung zugleich eine waage- und senkrechte Bewegung des Rüttelbeutels, damit ein feineres Sichten. Eine Verwendung wurde nicht überliefert. Die Besichtigung eines Beutelgangs ermöglichen beispielsweise das Deutsche Technikmuseum Berlin (1983 dorthin umgesetzte Bockwindmühle Bohnsdorf) und das Museumsdorf Cloppenburg (1939–1941 dorthin verbrachte Kappenwindmühle Bokel).

## Technik
Der Beutelgang schließt direkt unterhalb des Mahlgangs an, weil von dort her der Antrieb erfolgt. Er besteht aus 1) dem Beutelzeug als Transmissionsmaschine, 2) dem Rüttelbeutel als Arbeitsmaschine, 3) dem Mehlkasten als umgebendes Gehäuse und 4) einem meist abnehmbaren Kleiekasten (auch Vorkasten). 5) Später kam der Sauber als nachgeschaltete Arbeitsmaschine hinzu. Die Herstellung der Gesamtmaschine übernahmen Mühlenbauer.

### Beutelzeug

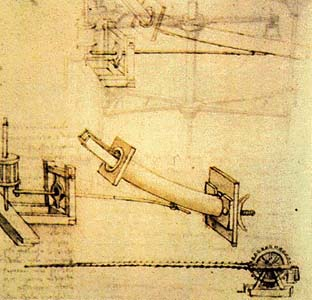
Die Details der Zeichnung von Leonardo da Vinci (Bildmitte) entsprechen weitgehend dem Gabelzeug – am Mühleisen ein Rädegetriebe mit Holzpflöcken. Nur die Gabel ersetzt ein dünner Stock.

Das Beutelzeug (auch Sichtzeug) überträgt die Energie vom Mühleisen auf den Rüttel- oder Rollbeutel. Von ihm existieren vier Typen:
- Das Gabelzeug bewirkt eine Hin- und Herbewegung. Hinter dem Mehlkasten ragen zwei Beutelsäulen auf. Diese verbindet unten ein Beutelsteg und oben ein Balken. Dazwischen steht die beiderseitig in Spurzapfen gelagerte, senkrechte, hölzerne Rüttelwelle. Am Mühleisen, meist an der Unterseite der Laterne sind zwei oder drei Holzpflöcke (Daumen) befestigt. Sie treffen bei jeder Umdrehung des Läufersteins den Anschlag (Arm) an der Rückseite der Rüttelwelle und lösen eine Teilumdrehung aus. Später kam der Dreischlag (drei Nocken auf der Laterne) zum Einsatz.[1][14][3]

Der Hebel soll immer fest am Dreischlag anliegen. Dazu dient eine Federrute aus elastischem Eschenholz. Der Zweig wird von einer beweglichen Halterung im Fußboden über ein festes Gegenlager geführt und drückt durch ihre Spannung den Gegenhalter und letztlich den Anschlag. Die Halterung kann mit einem Seil verschoben und so die Spannung verändert werden.
Das Zurückziehen der Rüttelwelle übernimmt ein elastischer, hölzerner Spannstock. Ihn verbindet ein Seil mit einem weiteren Arm. Dieser Vorschlag fällt etwas kürzer als der Anschlag aus und ist unterhalb von ihm angebracht. Auf der gegenüberliegenden Seite sitzt eine Gabel (auch Rüttelstab oder Schüttelstock). Sie besteht möglichst aus gewachsenem, damit festerem Holz. Die beiden Enden stecken in den Ohren des Rüttelbeutels. Zur Schonung des Materials sind sie mit leichten, eisernen Tillen beschlagen.
- Beim großen Hebezeug erfolgt eine Auf- und Abbewegung. An der Hinterseite des Mehlkastens befindet sich die Klobensäule mit zwei großen Kloben. Zwischen beiden dreht sich die senkrechte Setzwelle. An dieser sind An- und Vorschlag angebracht. Etwas darüber liegt zwischen Hängekloben die waagerechte, länger ausfallende, mit Armen versehene Sichtwelle (auch Beutel-, Rade- oder Rädewelle). Der Rüttelbeutel hängt an dessen zwei Sichtarmen (auch Rädearme). Außerhalb des Mehlkastens sitzt an der Sichtsäule ein weiterer, kurzer Arm. In einem Schlitz (Rädekopf, Rade- oder Rädeschere) dreht sich das eine Ende der Rädeschiene (auch Radeschinne). Die Rädenägel verbinden sie. Auf das andere Ende übt der Vorschlag der Setzwelle Druck aus. So lässt sich mittels eines Kugelgelenks die Rüttelbewegung von der Setz- auf die Sichtwelle übertragen.[1]

Die Stoffspannung kann durch verschieden große Löcher in Rädekopf und -schiene von außen verändert werden. Zum Zurückziehen des Anschlags an die Pflöcke der Laterne genügt zumeist das Gewicht des Rüttelbeutels. Bei Bedarf bieten sich zwei Möglichkeiten zur Leistungssteigerung des Beutelgangs an. Dies ermöglichen ein an der Sichtwelle befestigter Spannstock inklusive Seil und Rädchen oder eine biegsame Stämmrute zum federnden Herunterdrücken des Rädekopfs.
- Zum kleinen Hebezeug gehört eine Setzwelle wie beim Gabelzeug die Rüttelwelle. Sie steht auf einem Steg zwischen zwei Sichtsäulen. Der Mehlkasten nimmt eine kleinere Sichtwelle mit dem Rädekopf und den Armen für den Rüttelbeutel auf.[1]

- Das Rollzeug versetzt den Rollbeutel neben der schüttelnden in eine drehende Bewegung. Der Verzicht auf den Dreischlag vermindert die Lärmbelastung.[3][7]

Die Effektivität steigt vom Gabel- über das Hebe- zum Rollzeug an. Zudem wurden in späterer Zeit die Rüttelbewegungen je Mühlsteinumlauf auf zwei oder drei erhöht.

### Rüttelbeutel

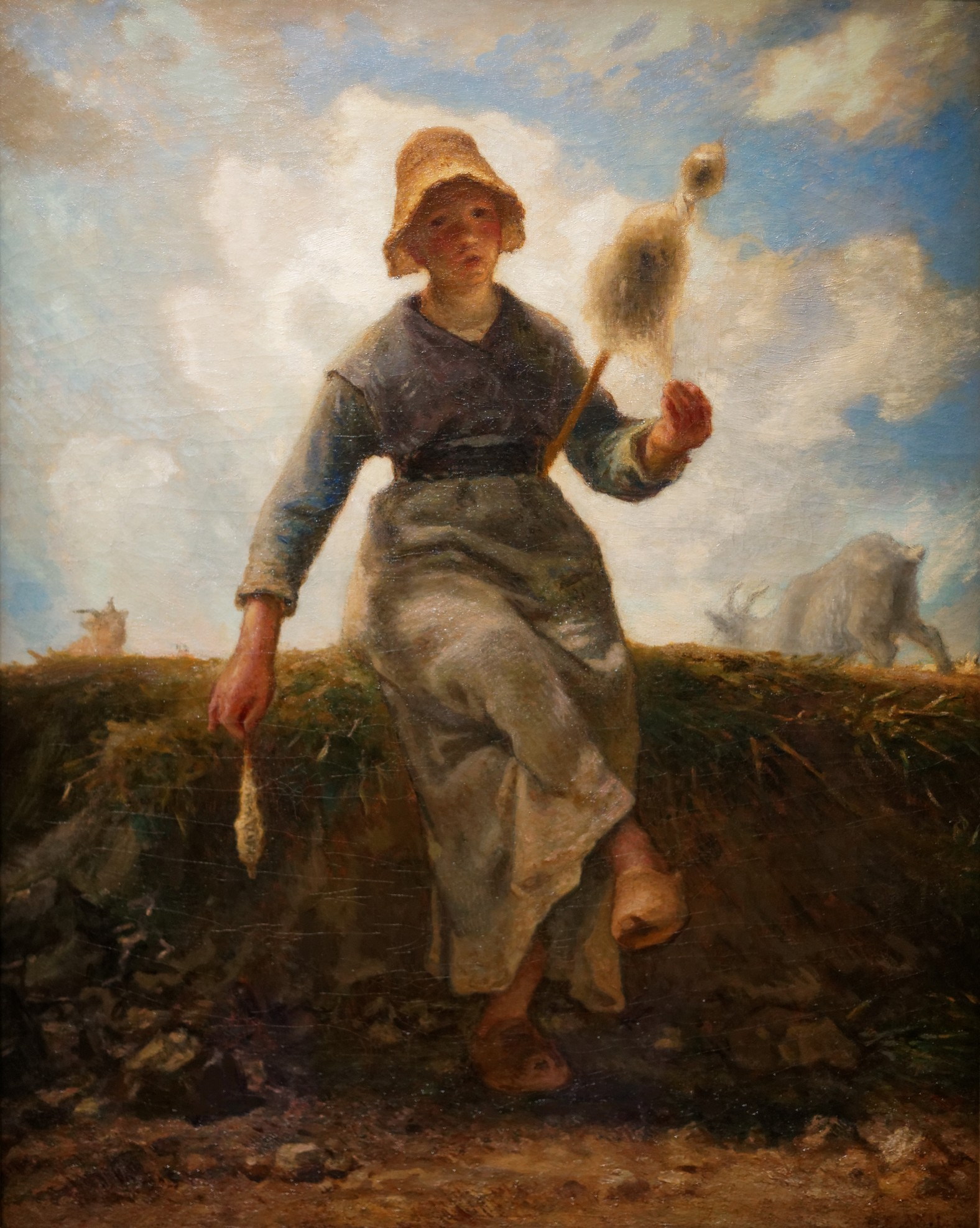
Das wollene Beuteltuch wurde durch Leinen und Kunstseide nicht verdrängt, Jean-François Millet: La fileuse, chevrière auvergnate, zwischen 1868 und 1869

Der Rüttelbeutel (auch Schlag-, Schwung- oder Siebbeutel) besitzt eine schlauchartige Gestalt und hängt schräg im Mehlkasten. Die Aussparungen von dessen Ein- und Auslauf passen zu denen an den Enden des Stoffbeutels. Den Querschnitt geben ihm runde, ovale oder trogförmige, eiserne Ringe. Sie sind in doppelte, starke Leinwand eingenäht. Die untere Kappe umfasst Öhren, um durch Seil und kleine Winde die notwendige Stoffspannung zu erreichen. Diese bestimmt entscheidend den Wirkungsgrad mit. Ab dem 19. Jahrhundert stellte sie eine Feder her.
Vor der Verarbeitung erfolgt die Zuführung des Mahlguts vom Mahl- zum Beutelgang. Es fällt aus dem Mahlloch von Ersterem durch die Mehlrutsche (hölzernes Laufrohr) in die obere Öffnung des Rüttelbeutels. Dieser muss geschüttelt werden, um die Siebwirkung zu erzielen. Dazu nehmen oberhalb der Mitte des Schlauchs angenähte, lederne Ohren (Henkel) die Bewegung des Beutelzeugs auf. Während das Mehl ausgesiebt wird, rutscht die Kleie durch die untere Öffnung hinaus in den Kleiekasten oder zuvor in den Sauber.

Den Rollbeutel erfand der US-amerikanische Ingenieur Oliver Evans nach 1785. Er nahm die Entwicklung der Nachfolgetechnik – des Sichtzylinders auf. Der Antrieb erfolgt über das Rollzeug. Das Beuteltuch überzieht einen aus Draht geflochtenen Zylinder. Dies erhöht dessen Haltbarkeit. Die Drehbewegung ermöglicht die Nutzung der gesamten Gewebefläche. Der Rollbeutel kam in Deutschland kaum zur Anwendung.
Anfangs bestanden die Rüttelbeutel ausschließlich aus wollener, allein dafür angefertigter Gaze. Sie verschliss in etwa drei Monaten. In der Herstellung von leinenem Beuteltuch galt England als führend. Das von dort kommende Tuch war steifer, glatter, haltbarer und ließ das Mehl besser durch. Erst im 19. Jahrhundert produzierten deutsche Webereien, besonders im Königreich Sachsen konkurrenzfähige Erzeugnisse. Ab 1780 wurde zudem Kunstseide eingesetzt, die aus Lyon und Reims in Frankreich oder der Schweiz stammte. Auf Beutelschläuche spezialisierte Weber saßen in Thüringen – in Eisenberg, Münchenbernsdorf und Schwarzhausen. Unabhängig vom Gewebe hielt jede Mühle mehrere Exemplare bereit. Deren unterschiedlichen Maschendichten richteten sich nach den Getreidegattungen. Sie konnten bei Verwendung eines Saubers enger ausfallen. Das ermöglichte die Herstellung noch feineren Mehls. Beim reinen Schroten ersetzt das Schrotrohr den Rüttelbeutel.

### Mehlkasten

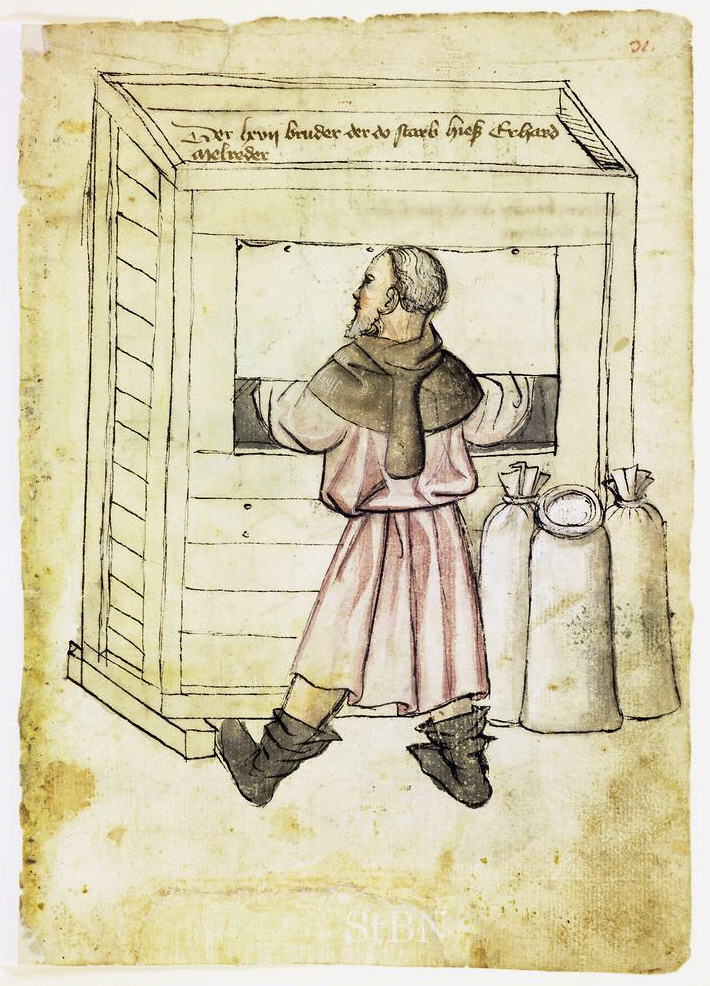
Mehlkästen gab es bereits vor Erfindung des und unabhängig vom Beutelgang. Im Innern des Dargestellten schüttelte der Mehlsieber den Rüttelbeutel, Mendelsche Zwölfbrüderstiftung: Nürnberger Hausbuch Band 1, um 1425.

Der Mehlkasten (auch Beutel- oder Sichtkasten) steht wie ein Möbelstück auf vier Füßen. Der Einlauf ist fixiert, der Auslauf in der Höhe variabel. Letzteres ermöglicht eine Veränderung der Sichtwirkung des dort eingehängten Rüttelbeutels. Um dies zu bewirken, befindet sich an der Vorderwand der Schroff. Das Brett mit Öffnung zur Aufnahme der Beutelkappe kann zwischen zwei Leisten verschoben werden. Das in den Kasten rieselnde Mehl lässt sich von Hand entnehmen. Dafür ist die bevorzugt rechts ausgesparte Öffnung gedacht. Während des Betriebs verhängt sie ein Tuch oder verschließt sie ein Schieber. Ersteres gilt zudem für die hintere Öffnung, durch welche die Gabel geführt wird.
Die Anfertigung des soliden Holzkastens übernahmen offenbar Mühlenbauer oder Schreiner. Während des Barocks verzierte ihn oft reiches Schnitzwerk, einschließlich eines Müllerwappens. Den Auslauf schmückte epochenübergreifend zumeist eine handwerklich geschnitzte, farbig bemalte, fratzenhafte Maske – der Kleiekotzer.

### Sauber
Der Sauber trennt von der Kleie die Schalenreste ab. Auf diese Weise müssen sie nicht immer wieder mit aufgeschüttet werden. Sein Boden besteht aus zweierlei feinen, aus Draht gefertigten Flachsieben. Die Rüttelbewegung wird erzeugt durch ein Gestänge, das der Dreischlag am Mühleisen antreibt.

## Sprachkunde
Das Verb beuteln steht im übertragenden Sinn für ‚in arger Bedrängnis, großen Schwierigkeiten, von vielen Schicksalsschlägen heimgesucht worden sein‘. Die Bedeutung entstand durch das rhythmische Anschlagen des Rüttelbeutels, welche das Mehl regelrecht durch das Gewebe peitschte.

## Anmerkung
1. ↑  

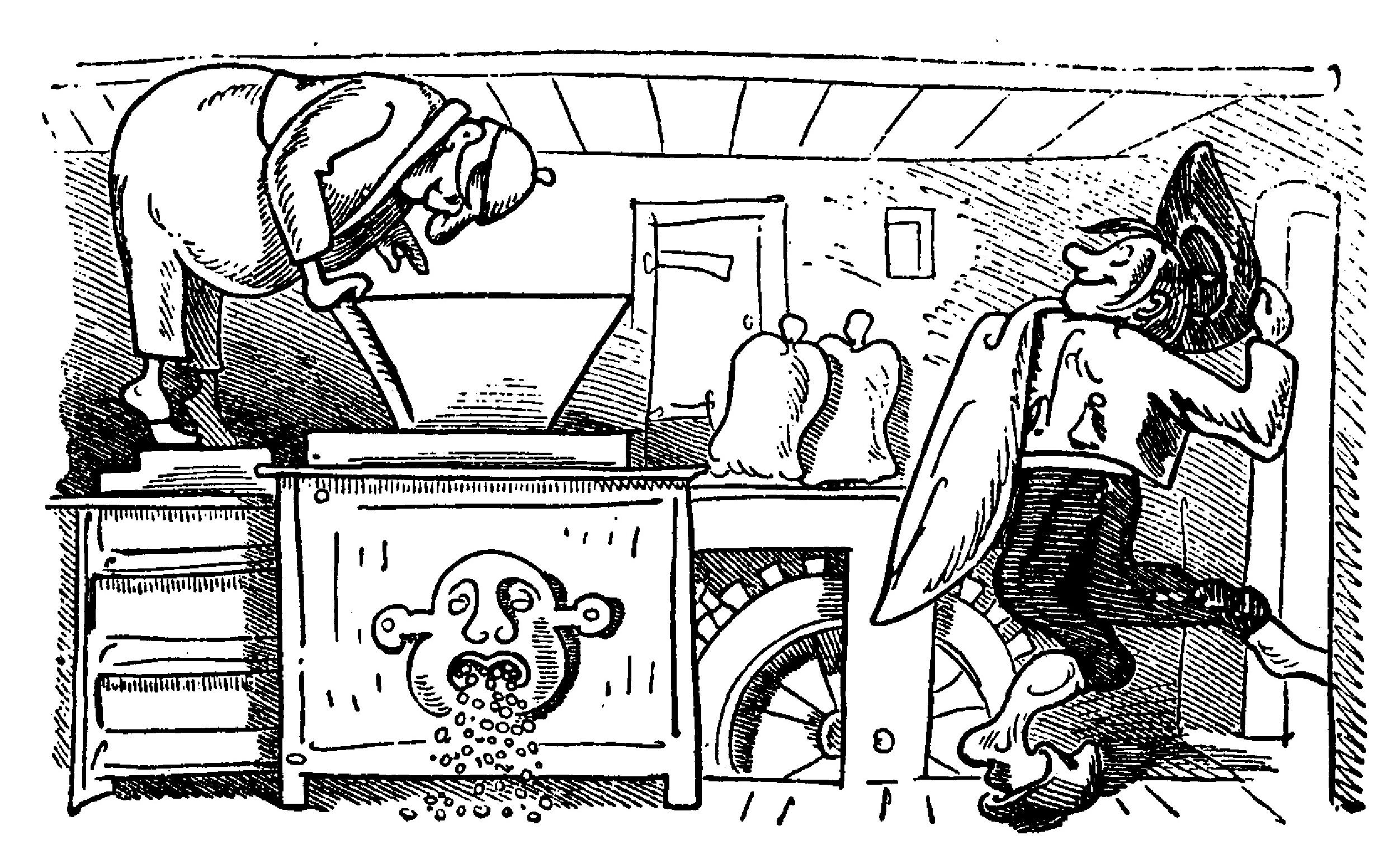
Noch im 19. Jahrhundert wurde der Auslauf des Mehlkastens mit Kleiekotzer dargestellt, Wilhelm Busch: Max und Moritz, 1864/1865

Der namentlich zu Transmissionsmaschine passende Wikipedia-Artikel Transmission (Maschinenbau) schränkt den Begriff leider auf historische Riemengetriebe ein. (Vergleiche dazu: Helmut Düntzsch, Rudolf Tschiersch, Eberhard Wächtler, Otfried Wagenbreth: Mühlen. Geschichte der Getreidemühlen. Deutscher Verlag für Grundstoffindustrie, Leipzig 1994, ISBN 3-342-00672-2, 1 Die maschinelle Entwicklung der Getreidemühlen. [Einleitung], S. 7.)